# 駐日東ティモール大使館

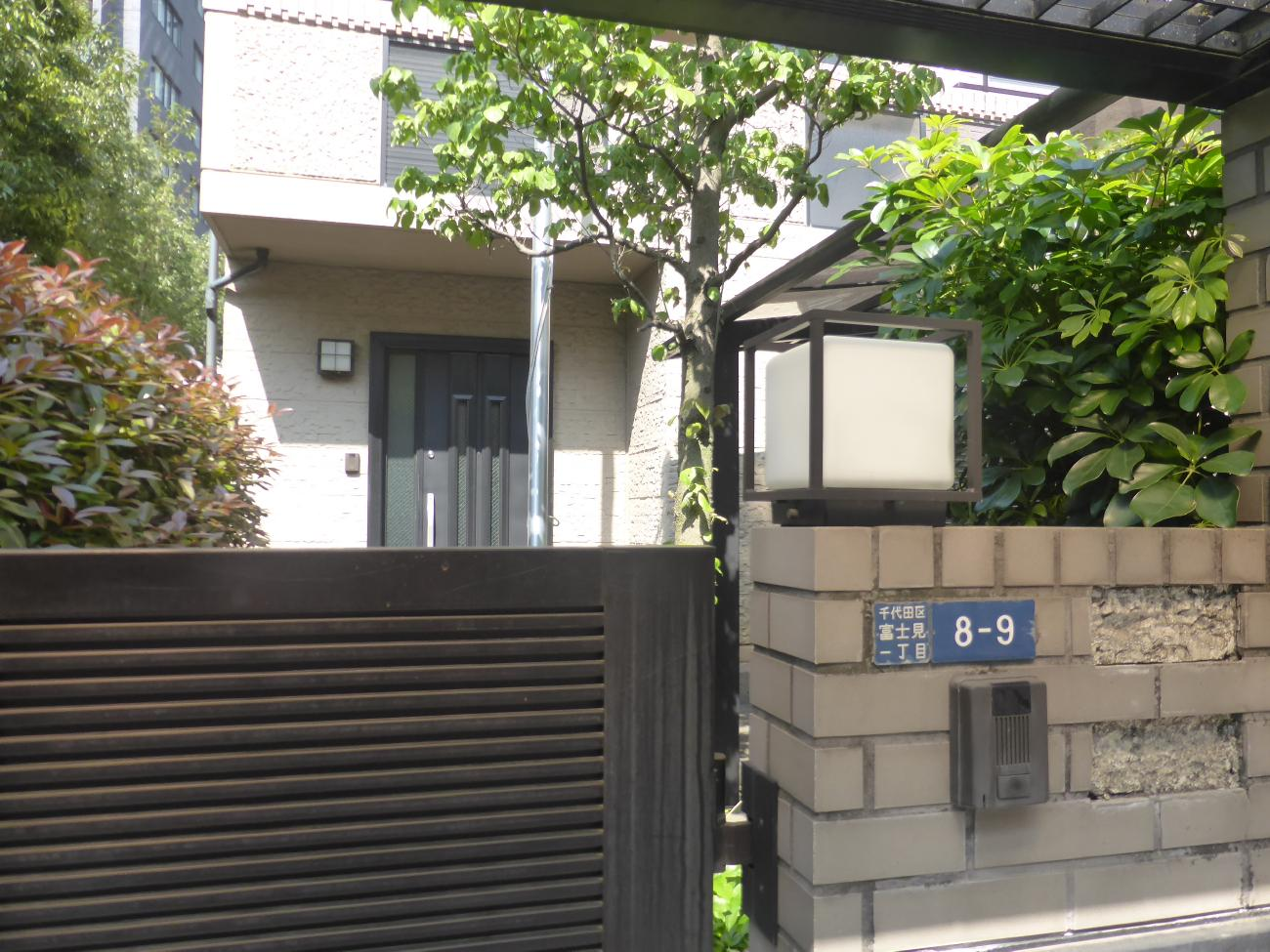
駐日東ティモール大使館の玄関

駐日東ティモール大使館（テトゥン語: Embaixada Timor-Leste nian iha Japaun、ポルトガル語: Embaixada de Timor-Leste no Japão、英語: Embassy of East Timor in Japan）は、東ティモールが日本の首都東京に設置している大使館である。在東京東ティモール大使館（テトゥン語: Embaixada Timor-Leste nian iha Tokio、ポルトガル語: Embaixada de Timor-Leste em Tóquio、英語: Embassy of East Timor in Tokyo）とも。
2002年5月20日に東ティモールが独立を宣言すると同時に日本は同国を主権国家として承認し、両国間の外交関係が樹立される。2006年9月、駐日大使館が開設された。

## 所在地
| 日本語       | 〒102-0071 東京都千代田区富士見1-8-9      |
| ポルトガル語 | Fujimi 1-8-9, Chiyoda-ku, Tóquio 102-0071 |
| 英語         | Fujimi 1-8-9, Chiyoda-ku, Tokyo 102-0071  |

## 大使
2020年7月2日より、イリディオ・シメネス・ダ・コスタが特命全権大使を務めている。